# Bandwirkerplatz

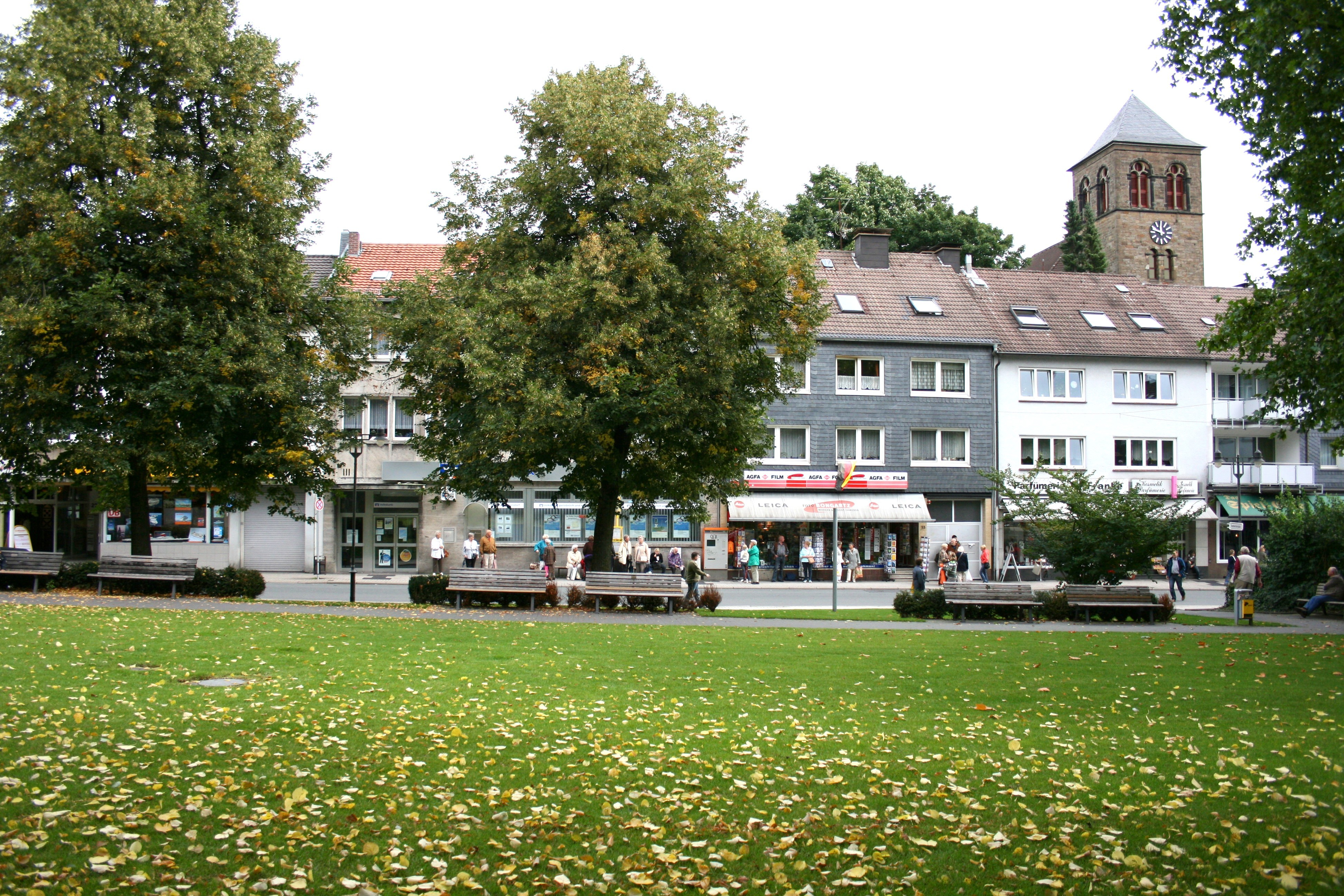
Teilansicht des Bandwirkerplatzes

Der Bandwirkerplatz ist der zentrale Ortsplatz und der Mittelpunkt der ehemaligen Kleinstadt Ronsdorf, heute ein Stadtteil der bergischen Großstadt Wuppertal in Nordrhein-Westfalen. Der Platz, im Wohnquartier Ronsdorf-Mitte/Nord gelegen, wird von der Staasstraße und der Marktstraße umgeben. Einst der Marktplatz vor dem historischen Rathaus, ist der Platz nun eine der wichtigsten innerstädtischen Parkanlagen des Stadtteils.
Hier befinden sich auch die zentralen Bushaltestellen in Ronsdorf.

## Geschichte
Der Platz geht auf dem ehemaligen Marktplatz zurück, der bereits im Stadtplan von 1781 mit der Marktstraße eingezeichnet ist.
Das erste Rathaus der Stadt Ronsdorf wurde im Jahre 1842 eingeweiht und ist in der Bombennacht vom 29. zum 30. Mai 1943 niedergebrannt. Später wurde an gleicher Stelle ein Verwaltungsgebäude errichtet, das, nachdem es „in die Jahre“ gekommen war, Ende 2005 abgerissen wurde. An seiner Stelle wurde am 1. Februar 2007 ein von einem privaten Investor neu errichtetes Gebäude eingeweiht, in dem unter anderem die Büros der Verwaltung und die Stadtteilbibliothek untergebracht sind.
Am 10. Mai 1890 wurde das Kaiser- & Krieger-Denkmal (bekannt auch als Zweikaiserdenkmal) eingeweiht. Während des Zweiten Weltkrieges wurden die Bronzefiguren entfernt und wahrscheinlich eingeschmolzen. Der verbliebene Sockel wurde im April 1959 entfernt.

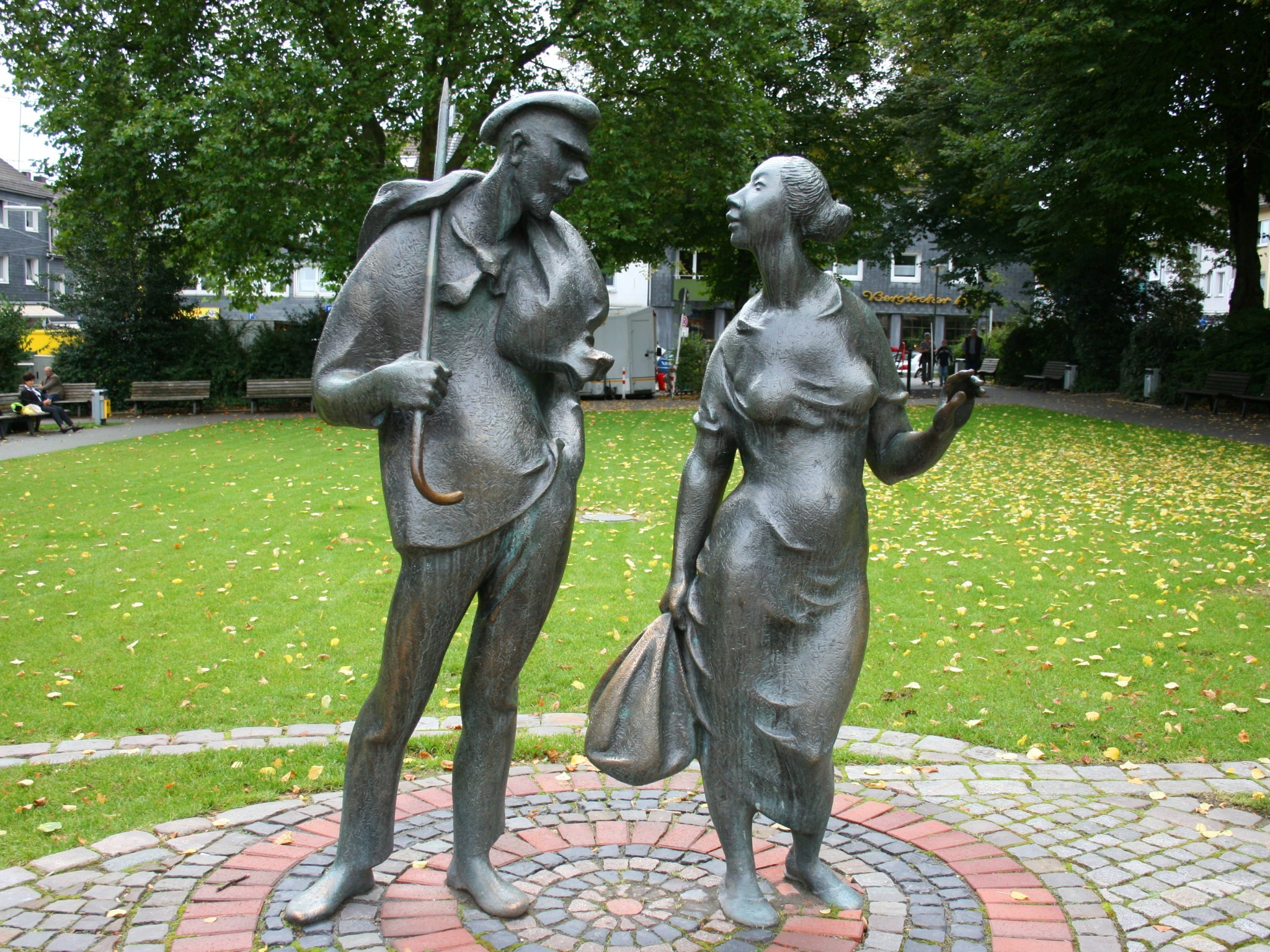
Das Bandwirker-Denkmal

Vor dem Ämterhaus befindet sich das Bandwirker-Denkmal des Remscheider Bildhauers Max Kratz auf dem Platz vor dem Verwaltungshaus zwischen Markt- und Staasstraße. Die Einweihung erfolgte am 30. Mai 1980 durch den damaligen Ministerpräsidenten von Nordrhein-Westfalen, Johannes Rau. Umgeben wird das Denkmal von zwei Bänken, die symbolisch Weberschiffchen darstellen und von einem Unternehmen der traditionellen Textilindustrie aus Ronsdorf gestiftet wurden.
Der mit Rasen begrünte und teilweise befestigte Platz wird von Wegen umgeben, an denen sich gestiftete Ruhebänke befinden. Er wird für lokale Veranstaltungen wie den Ronsdorfer Liefersack oder den Weihnachtsmarkt genutzt.
Die Umgestaltung des Bandwirkerplatzes wurde zu einem nicht unerheblichen Teil durch Spenden aus der Bevölkerung finanziert und im Jahre 2007 offiziell eingeweiht.
Am Aufgang zum Vorplatz vor dem Ämterhaus befindet sich eine Bronzetafel mit den Namen der Ronsdorfer Mitbürger, die während der Gewaltherrschaft der Nationalsozialisten deportiert und ermordet wurden.

## Ronsdorfer Liefersack
Alle zwei Jahre findet auf dem Bandwirkerplatz das Volksfest Ronsdorfer Liefersack zu Gunsten sozialer bzw. gemeinnütziger Zwecke statt, welches vom Ronsdorfer Heimat- und Bürgerverein e. V. in Zusammenarbeit mit der Bezirksvertretung Ronsdorf und zahlreichen Gesangvereinen, Gemeinden, und Organisationen durchgeführt wird. Das Ziel der Veranstaltung ist es, Ronsdorfer dabei einander näher zu bringen.
Die Namensgebung dieses Festes beruht auf dem Rongsdroper Liéwersack, einem Leinensack, mit dem die Arbeiter der ehemals selbstständigen Bandwirkerstadt im 19. Jahrhundert Garne aus Elberfeld oder Barmen abholten und sie nach dem Wirken als fertige Bänder wieder auslieferten.
Am 19. Juni 1949 veranstaltete der Wiederaufbauring Ronsdorf gemeinsam mit Sport- und Gesangsvereinen das erste Heimatfest nach dem Zweiten Weltkrieg. 1956 rief die Bezirksvertretung Ronsdorf die Vereine in Ronsdorf auf, unter ihrer Schirmherrschaft ein Heimatfest zu veranstalten. Der Arbeitsausschuß Ronsdorfer Heimatfest gründete sich, und nach dem ersten Heimatfest 1957 bildete sich aus diesem Arbeitsausschuß der Ronsdorfer Heimatbund.
Die ersten Heimatfeste wurden in der Ronsdorfer Innenstadt gefeiert. Ende der 1950er Jahre gab es nach den Kriegsereignissen an dieser Stelle einen unbebauten Aschenplatz, auf dem ein großes Zelt aufgebaut wurde. Die ersten Heimatfeste wurden mit Umzügen der mitwirkenden Vereine gefeiert. Teils wurden die Heimatfeste über eine volle Woche veranstaltet, oft unter einem bestimmten Motto. 1977 entwickelte sich der Heimat- und Bürgerverein zu einem feststehenden Begriff für seine Heimatfeste „Ronsdorfer Liefersack“. Nach der Fertigstellung des Bandwirkerplatzes 2007 findet der Ronsdorfer Liefersack wieder in der Mitte des Ortsteils statt.
Der Ronsdorfer Liefersack findet typischerweise an einem Wochenende (Freitag bis Samstag) alle zwei Jahre im Juni statt und wird durch den Oberbürgermeister Wuppertals und Bezirksbürgermeister Ronsdorfs eröffnet. An diesen Tagen wird ein umfangreiches Programm von Ronsdorfer Kindergärten, Chören und Vereinen angeboten, das am Abend mit Live-Musik-Veranstaltungen zum Höhepunkt kommt. Die Erlöse kommen gemeinnützigen und sozialen Zwecken zugute, so konnten bis zur Einführung des Euro 2001 über 120.000 DM gespendet werden.